# Marocgate
Le Marocgate (parfois Moroccogate) est une affaire de corruption au Parlement européen qui a éclaté en décembre 2022.
Le Maroc est accusé d'avoir cherché à influencer pendant plusieurs années les décisions du Parlement européen, notamment en ce qui concerne la position de Rabat qui revendique sa souveraineté du territoire du Sahara occidental par des dons d'argents, de cadeaux et de voyages offerts au Maroc.
Plusieurs diplomates marocains et députés européens sont ainsi visés par ces accusations de corruption.

## Éclatement de l'affaire
Le Marocgate éclate le 9 décembre 2022 avec l'arrestation à Bruxelles de l'eurodéputé Antonio Panzeri. Une enquête des services de renseignements belges était en effet en cours sur des allégation de corruption, concernant tout d'abord le Maroc et qui sera par la suite élargie au Qatar dans ce qui est devenu le Qatargate.

## Révélations
Peu après les premières arrestations dans le cadre du Qatargate, l’implication du Maroc dans un autre scandale de corruption, le Marocgate, est confirmée.

### Services de renseignements marocains
Fin décembre 2022, la presse révèle qu'un document d'enquête montrerait l'implication, à un haut niveau, de la Direction générale des études et de la documentation (DGED), les services de renseignement marocain, dans l'affaire. Selon un rapport mentionné par Der Spiegel, la DGED a eu des contacts dès 2019 avec l'ancien député italien Pier Antonio Panzeri, son assistant Francesco Giorgi et un autre député italien, Andrea Cozzolino. L'objectif était d'influencer le groupe socialiste au Parlement européen. Le magazine allemand d'investigation soutient que les trois Italiens étaient également en contact direct avec le directeur général des services secrets de la DGED,.

### Commission parlementaire mixte Maroc-UE
Le diplomate marocain Abderrahim Matmoun, président de la commission parlementaire mixte Maroc-UE, est épinglé par l'enquête,,,. Des documents datant de 2013 révèlent que la mission marocaine auprès de l'UE avait reçu les « contrecarrer l'activisme croissant de (ses) adversaires au sein du Parlement européen ».

### Groupe d'amitié UE-Maroc
L'enquête met en évidence le rôle central qu'aurait joué le groupe d'amitié UE-Maroc dans ce réseau de corruption,. De 2009 à 2019, le député français Gilles Pargneaux en est le président et reçoit des cadeaux de la part du Maroc. Le groupe organise plusieurs voyages dans des hotels luxueux au Maroc. A leur retour, Les membres adoptent des positions en faveur de Rabat, notamment concernant le Sahara occidental.

### La fondation EuroMedA
En 2017, le Maroc et Gilles Pargneaux, marié à une Marocaine, créent une fondation EuroMedA, basée dans un cabinet de lobbying à Bruxelles. Le but de cette fondation est de mener un « intense lobbying », notamment en faveur de la « reconnaissance de la marocanité du Sahara occidental » et afin de faire taire les critiques sur les droits humains au Maroc,.

## Réactions

### Union européenne

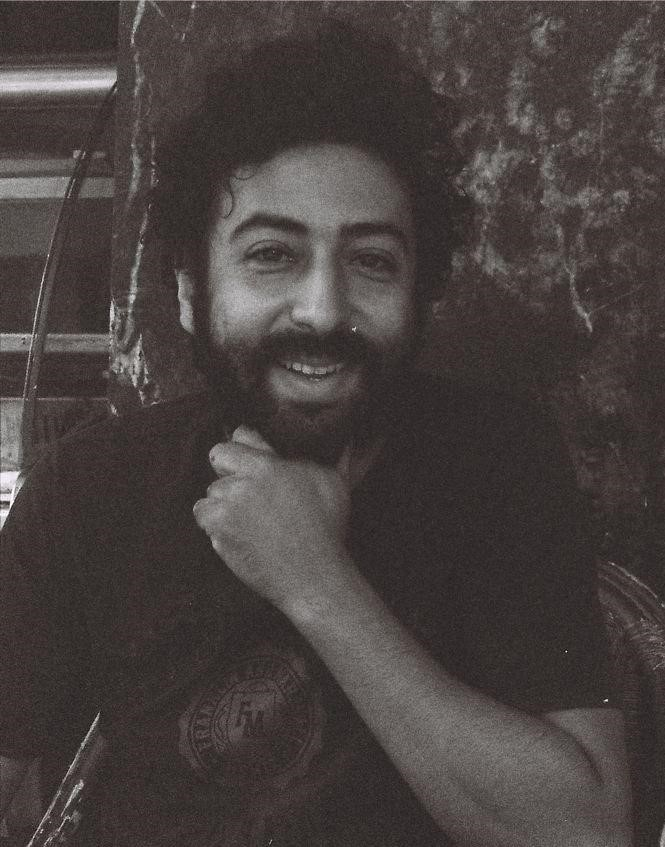
Omar Radi, journaliste marocain, est emprisonné par le régime de Rabat. Le parlement européen y voit un symbole de la répression des libertés au Maroc.

Le 13 janvier 2023, le Parlement européen adopte une résolution condamnant le Maroc pour sa répression des journalistes et son bafouement des libertés, avec l'exemple du cas d'Omar Radi, opposant harcelé et condamné par le régime de Rabat. La résolution décrit aussi l'UE comme « préoccupée par les allégations selon lesquelles les autorités marocaines auraient tenté de corrompre des élus du Parlement européen ». Les eurodéputés interdisent temporairement aux représentants marocains de pénétrer dans l'enceinte du Parlement européen,.
Le 16 février 2023, le Parlement européen adopte une nouvelle résolution contre le Maroc, cette fois-ci concernant le trafic d’influence.

### Maroc

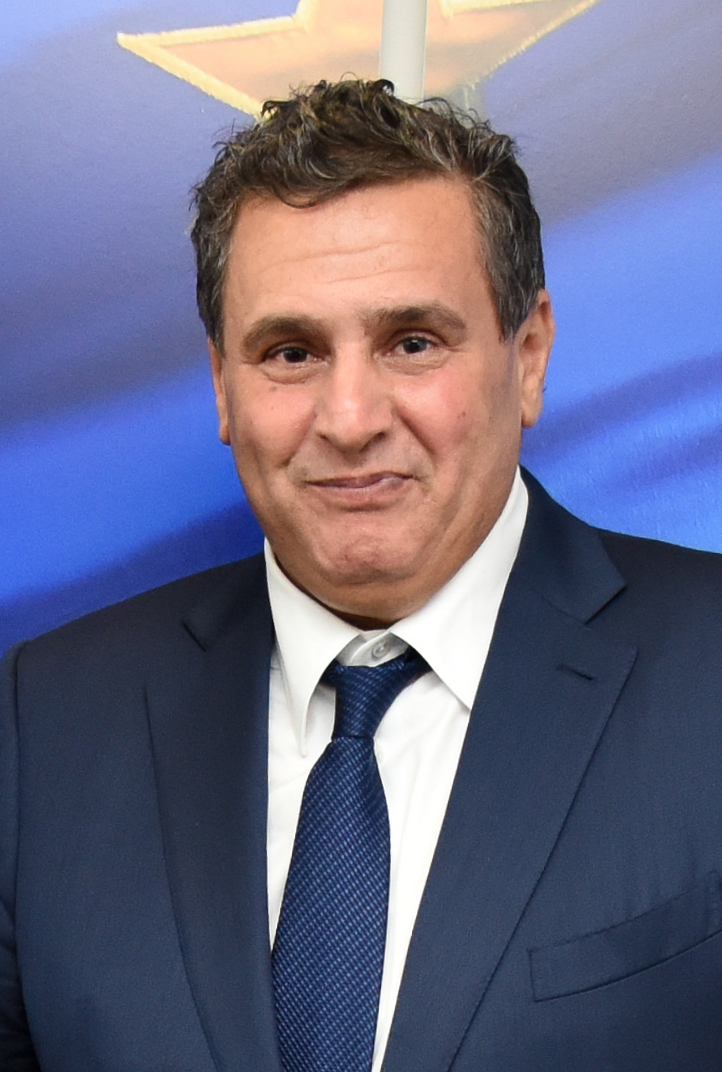
Aziz Akhannouch, alors ministre marocain de l'Agriculture, pose devant un drapeau européen. Il est soupçonné d'avoir tenté de corrompre des eurodéputés.

Malgré les nombreuses accusations, le Maroc continue de nier les allégations de corruption.
Le Maroc multiplie, en vain, les requêtes de la part de ses lobbyistes pour tenter de convaincre les eurodéputés de ne pas adopter la résolution au sujet de la liberté de la presse.
Le 20 décembre 2022, Aziz Akhannouch, le premier ministre marocain, décide de porter plainte contre le député José Bové après que celui-ci ait témoigné d'une tentative de corruption de la part du Maroc,. En effet, alors qu'ils s'opposaient en 2010 sur un accord agricole, le député témoigne qu'il se serait vu proposer par le politicien marocain « un cadeau à Montpellier, dans un café qui soit discret ».

### Victimes marocaines
Les opposants politiques marocains, harcelés et reprimés par le régime, dénoncent le Marocgate. En effet, selon eux, la corruption aurait compromis la protection des droits humains au Maroc, l'UE fermant les yeux sur les violations en échange de cadeaux.